# Bulunski ulus
Der Bulunski ulus (russisch Булу́нский улу́с, auch Булунский район, Bulunski rajon; jakutisch Булуҥ улууһа, Buluŋ uluuha) ist einer der 34 Ulusse (Rajons) der Republik Sacha (Jakutien) im Norden des russischen Föderationskreises Ferner Osten. Verwaltungszentrum ist die Siedlung städtischen Typs Tiksi an der Küste der Laptewsee.

## Geographie
Mit einer Fläche von 235.100 km² ist der Ulus gut halb so groß wie Schweden. Er liegt vollständig nördlich des Polarkreises und umfasst das Gebiet beiderseits der unteren Lena und deren Delta, dazu die Neusibirischen Inseln.

## Bevölkerung

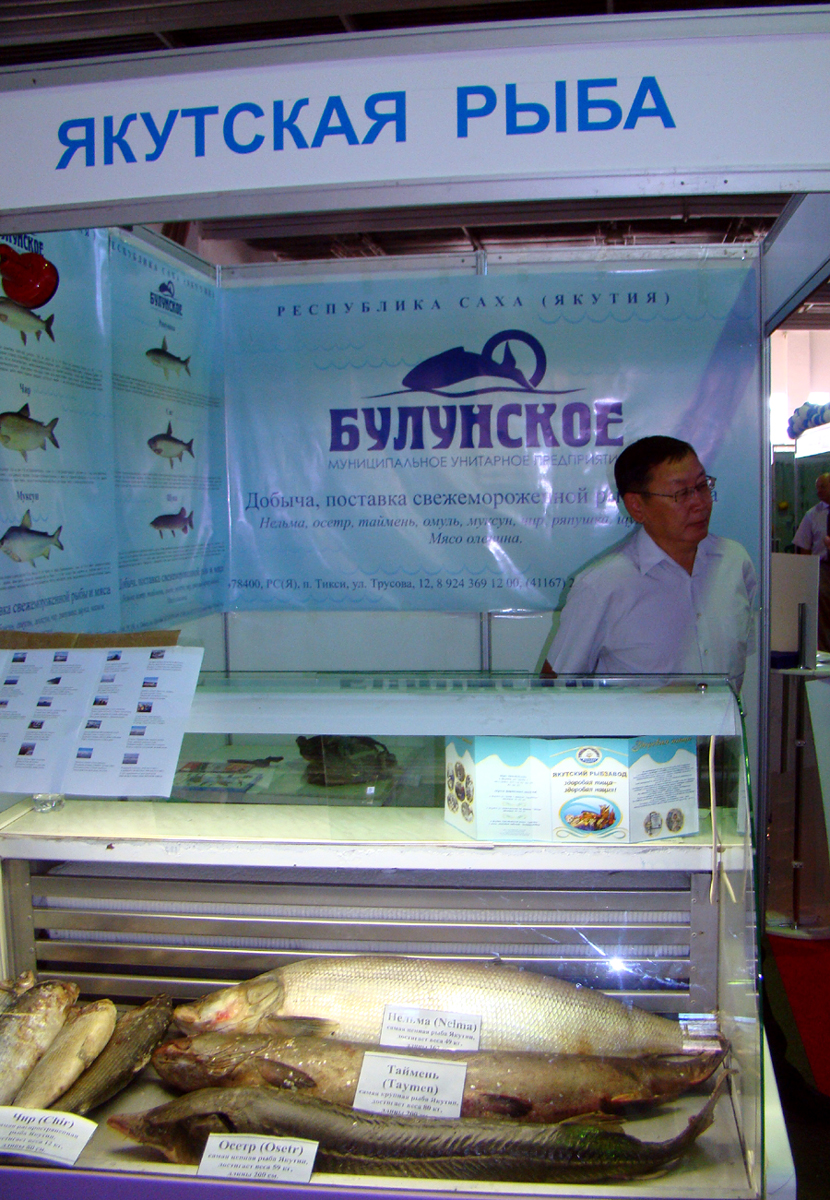
Stand des Bulunski ulus auf einer Fischereiausstellung in Wladiwostok

Von den 9366 Einwohnern des Bulunski ulus leben 5892 im Verwaltungszentrum Tiksi. Wie in anderen subpolaren asiatischen Gegenden Russlands mit hohem Anteil von Europäern hatte die Bevölkerung des Rajons von 1939 bis 1989 stark zugenommen, ist danach aber wieder erheblich abgefallen:
1939 – 04.992
1959 – 09.918
1970 – 12.821
1979 – 15.199
1989 – 17.630
2002 – 09.775
2010 – 09.366
Die Bevölkerung besteht, mit leicht steigender Tendenz, zu insgesamt fast zwei Dritteln aus Angehörigen indigener Ethnien, wobei die Jakuten gegenüber den Ewenken knapp in der Minderheit sind. Der Anteil der Ewenken ist der dritthöchste unter allen Ulussen der Republik.
| Ethnie   | 2002     | 2002  | 2010     | 2010  |
| Ethnie   | Personen | %     | Personen | %     |
| -------- | -------- | ----- | -------- | ----- |
| Ewenken  | 2345     | 23,99 | 2259     | 25,15 |
| Jakuten  | 2271     | 23,23 | 2123     | 23,64 |
| Ewenen   | 607      | 6,21  | 1272     | 14,16 |
| Russen   | 3500     | 35,81 | 2617     | 29,14 |
| Ukrainer | 663      | 6,78  | 331      | 3,69  |

## Geschichte
Der Ulus geht auf den am 16. Juni 1924 gegründeten bedeutend größeren Bulunski okrug mit Verwaltungssitz in der Siedlung Bulun am linken Ufer der Lena zurück. Am 10. Dezember 1930 wurde dieser aufgelöst und auf seiner Grundlage vier Nationalrajons geschaffen, darunter der Bulunski rajon. Zugleich wurde der Verwaltungssitz in das etwa fünf Kilometer flussaufwärts am anderen Lenaufer gelegene ewenkische Dorf Kjussjur verlegt, 1957 schließlich in das inzwischen weitaus bedeutendere Tiksi. In dieser Zeit wurde auch die namensgebende Siedlung Bulun aufgegeben.